# Alexandre Picard
Alexandre Picard (* 9. října 1985, Les Saules) je kanadský lední hokejista hrající na postu levého křídla, jenž je od května 2017 bez angažmá. Mimo Kanadu působil na klubové úrovni v USA, Česku a ve Švýcarsku.

## Hráčská kariéra
V počátcích své hokejové kariéry nastupoval za klub Sainte-Foy Gouverneurs z QMAAA. Následně zamířil před sezonou 2001/02 do týmu 	Sherbrooke Castors, v jehož dresu působil v QMJHL a během tohoto angažmá si připsal také několik startů v QMAAA za celek Séminaire St-François Blizzard. Po konci smlouvy v Castors zůstal v QMJHL, kde se jeho novým působištěm stalo mužstvo Lewiston Maineiacs sídlící v USA. V roce 2004 byl draftován v 1. kole (celkově 8.) americkým klubem Columbus Blue Jackets, ale ročník 2004/05 ještě strávil v Lewistonu. Za Columbus hrál v letech 2005-2010 v NHL a kvůli většímu hernímu vytížené rovněž nastupoval na farmě v AHL za celek Syracuse Crunch. Následně odešel v AHL do San Antonio Rampage, za který hrál do roku 2011. Před sezonou 2011/12 zamířil do Norfolku Admierals, se kterým získal v tomto ročníku Calderův pohár. V červenci 2012 jeho kroky směřovaly do Evropy, kde posílil ve švýcarské National League A mužstvo HC Servette Ženeva, s nímž vyhrál v letech 2013 a 2014 prestižní Spenglerův pohár a představil se s ním rovněž v Lize mistrů a ve Švýcarském poháru. V ročníku 2015/16 nastupoval za klub HC Davos.

### Mountfield HK
V listopadu 2016 se domluvil jako volný hráč na měsíční zkoušce s českým týmem Mountfield HK z Hradce Králové hrajícím nejvyšší soutěž. S Hradcem se představil na konci roku 2016 na Spenglerově poháru, kde bylo mužstvo nalosováno do Torrianiho skupiny společně s celky HC Lugano (Švýcarsko) a Avtomobilist Jekatěrinburg (Rusko) a skončilo v základní skupině na druhém místě. Ve čtvrtfinále poté vypadlo po prohře 1:5 nad evropským výběrem Kanady. V klubu předváděl kvalitní výkony a i díky nim se v prosinci dohodl s královéhradeckým vedením na nové smlouvě do konce sezony. V ročníku 2016/17 s týmem poprvé v jeho historii postoupil v extralize do semifinále play-off, kde bylo mužstvo vyřazeno pozdějším mistrem - Kometou Brno v poměru 2:4 na zápasy, ale Picard společně se spoluhráči a trénery získal bronzovou medaili.

## Klubové statistiky
| Sezona    | Klub                   | Soutěž            | Základní část | Základní část | Základní část | Základní část | Základní část | Play off | Play off | Play off | Play off | Play off |
| Sezona    | Klub                   | Soutěž            | Z             | G             | A             | B             | TM            | Z        | G        | A        | B        | TM       |
| --------- | ---------------------- | ----------------- | ------------- | ------------- | ------------- | ------------- | ------------- | -------- | -------- | -------- | -------- | -------- |
| 2000/2001 | Sainte-Foy Gouverneurs | 000 QMAAA         | 05            | 01            | 01            | 02            | 000           | —        | —        | —        | —        | —        |
| 2001/2002 | Sherbrooke Castors     | 000 QMJHL         | 06            | 0             | 03            | 03            | 000           | —        | —        | —        | —        | —        |
|           | St-François Blizzard   | 000 QMAAA         | 41            | 21            | 30            | 51            | 048           | 08       | 02       | 07       | 09       | 08       |
| 2002/2003 | Sherbrooke Castors     | 000 QMJHL         | 66            | 14            | 15            | 29            | 041           | 12       | 04       | 0        | 04       | 10       |
| 2003/2004 | Lewiston Maineiacs     | 000 QMJHL         | 69            | 39            | 31            | 70            | 088           | 07       | 07       | 04       | 11       | 06       |
| 2004/2005 | Lewiston Maineiacs     | 000 QMJHL         | 65            | 40            | 45            | 85            | 160           | 08       | 05       | 02       | 07       | 18       |
| 2005/2006 | Columbus Blue Jackets  | 00000 NHL         | 17            | 0             | 0             | 0             | 014           | —        | —        | —        | —        | —        |
|           | Syracuse Crunch        | 00000 AHL         | 45            | 15            | 15            | 30            | 052           | 06       | 01       | 0        | 01       | 19       |
| 2006/2007 | Columbus Blue Jackets  | 00000 NHL         | 23            | 0             | 01            | 01            | 006           | —        | —        | —        | —        | —        |
|           | Syracuse Crunch        | 00000 AHL         | 48            | 11            | 18            | 29            | 073           | —        | —        | —        | —        | —        |
| 2007/2008 | Columbus Blue Jackets  | 00000 NHL         | 03            | 0             | 0             | 0             | 002           | —        | —        | —        | —        | —        |
|           | Syracuse Crunch        | 00000 AHL         | 50            | 07            | 13            | 20            | 116           | 13       | 02       | 01       | 03       | 14       |
| 2008/2009 | Columbus Blue Jackets  | 00000 NHL         | 15            | 0             | 01            | 01            | 026           | —        | —        | —        | —        | —        |
|           | Syracuse Crunch        | 00000 AHL         | 49            | 22            | 10            | 32            | 107           | —        | —        | —        | —        | —        |
| 2009/2010 | Columbus Blue Jackets  | 00000 NHL         | 09            | 0             | 0             | 0             | 010           | —        | —        | —        | —        | —        |
|           | Syracuse Crunch        | 00000 AHL         | 42            | 17            | 18            | 35            | 111           | —        | —        | —        | —        | —        |
|           | San Antonio Rampage    | 00000 AHL         | 16            | 09            | 06            | 15            | 014           | —        | —        | —        | —        | —        |
| 2010/2011 | San Antonio Rampage    | 00000 AHL         | 59            | 24            | 22            | 46            | 084           | —        | —        | —        | —        | —        |
| 2011/2012 | Norfolk Admirals       | 00000 AHL         | 42            | 06            | 19            | 25            | 065           | 18       | 09       | 07       | 16       | 48       |
| 2012/2013 | HC Servette Ženeva     | National League A | 32            | 14            | 07            | 21            | 082           | 06       | 02       | 04       | 06       | 04       |
| 2013/2014 | HC Servette Ženeva     | National League A | 41            | 10            | 19            | 29            | 148           | 11       | 06       | 02       | 08       | 26       |
| 2014/2015 | HC Servette Ženeva     | National League A | 30            | 10            | 10            | 20            | 022           | 08       | 01       | 03       | 04       | 12       |
| 2015/2016 | HC Davos               | National League A | 13            | 08            | 03            | 11            | 034           | 04       | 01       | 02       | 03       | 29       |
| 2016/2017 | Mountfield HK          | 0 Česká extraliga | 25            | 07            | 13            | 20            | 091           | 11       | 03       | 02       | 05       | 28       |